# رون هوارد (كرة سلة)
رون هوارد (بالإنجليزية: Ron Howard)‏ مواليد 14 نوفمبر 1982 في شيكاغو، هو لاعب كرة سلة أمريكي. بدأ مسيرته الاحترافية في سنة 2006. يلعب في الدوري الكوري لكرة السلة. يحمل الرقم 19. يبلغ طوله 6 قدم 5 بوصة (2.0 م).

## المسيرة الاحترافية
لعب مع فورت واين ماد أنتس من سنة 2007 إلى 2010، ثم لعب مع أديليد ثيرتي سيكسترز في الدوري الأسترالي في موسم 2010–2011، ثم لعب مع فورت واين ماد أنتس في موسم 2010–11 2014، ثم لعب مع بيراتاس دي كويبراديلاس في سنة 2015، ثم لعب مع سول سامسونج ثندرز في سنة 2015، ثم لعب مع بوسان كي تي سونيكبوم في سنة 2016.

## روابط خارجية
- رون هوارد على موقع سبورتس رفرنس (الإنجليزية)
- رون هوارد على موقع كرة السلة الأوروبية.كوم (الإنجليزية)
- رون هوارد على موقع كلية كرة السلة في سبورتس رفرنس.كوم (الإنجليزية)
- رون هوارد على موقع ريلجم (الإنجليزية)
- رون هوارد على موقع بروبوليرز (الإنجليزية)
- رون هوارد على موقع سبورتس رفرنس (الإنجليزية)
- رون هوارد على موقع سبورتس رفرنس (الإنجليزية)